# Sylvie Bouchard
Sylvie Bouchard (1959) é uma pintora canadiana.
Em 2005 o Musée d'art contemporain de Montréal apresentou uma retrospectiva de 20 anos do seu trabalho. O seu trabalho encontra-se incluído na colecção do Musée national des beaux-arts du Québec e na coleção de arte pública da cidade de Montreal.